# Cortinarius cotoneus
Cortinarius cotoneus (Elias Magnus Fries, 1838) din încrengătura Basidiomycota, în familia Cortinariaceae și de genul Cortinarius este o ciupercă otrăvitoare pe de o parte foarte rară, pe de alta destul de frecventă în anumite regiuni, fiind un simbiont micoriza (formează micorize pe rădăcinile arborilor). Un nume popular nu este cunoscut. În România, Basarabia și Bucovina de Nord trăiește pe sol bogat de la câmpie la munte, solitar sau în grupuri, în păduri de foioase și în cele mixte, cu predilecție sub fagi, dar, de asemenea, pe lângă carpeni și stejari. Timpul apariției este din (august) septembrie până în noiembrie.

## Taxonomie

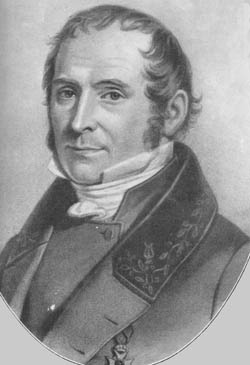
Elias M. Fries

Numele binomial a fost determinat de renumitul savant Elias Magnus Fries drept Cortinarius cotoneus de verificat în cartea sa Epicrisis systematis mycologici, seu synopsis hymenomycetum din 1838, fiind și numele curent valabil (2022).
Taxon obligatoriu este Dermocybe cotonea al micologului german Adalbert Ricken, descris în volumul 2 al operei sale Die Blätterpilze (Agaricaceae) Deutschlands und der angrenzenden Länder, besonders Oesterreichs und der Schweiz din 1915, bazând pe taxonarea lui Fries.
Mai trebuie menționat că numele Agaricus sublanatus creat de micologul englez James Sowerby în 1799, și schimbat în Cortinarius sublanatus de Elias Magnus Fries (1838), este acceptat sinonim de către Checklist of Basidiomycota of Great Britain and Ireland din 2005, potrivit constatării mai multor autori. 
Toți ceilalți taxoni (inclus variația descrisă) sunt acceptați drept sinonime (vezi infocaseta).
Epitetul specific este derivat din adjectivul latin (latină cotoneum (malum)=gutui, în sensul galben și pufos-flocos ca gutuia), datorită aspectului cuticulei.

## Descriere

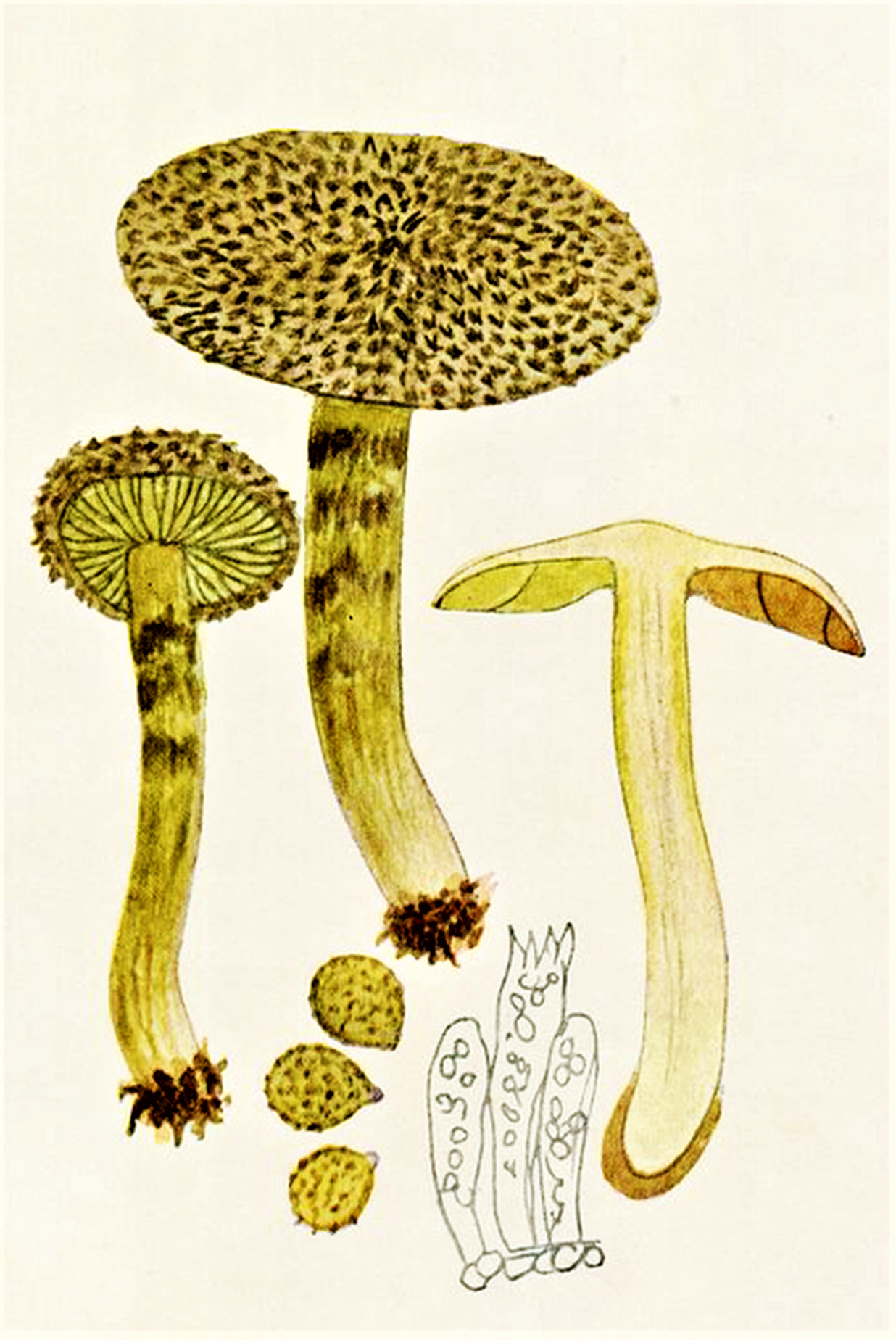
Bres.: Cortinarius sublanatus

- Pălăria: fermă, cărnoasă și nehigrofană cu un diametru de 4-8 (12) cm este la început emisferică, repede convexă cu marginea nestriată, lobată ondulat, răsucită spre interior pentru mult timp, uneori cu o cocoașă largă și tocită în centru care devine în cursul maturizării din ce în ce mai aplatizată cu rupturi verticale la margine. Cuticula este uscată, tomentoasă și fin solzoasă, rupându-se la bătrânețe și ariditate în solzi grosier pâsloși. Coloritul este în general ocru cu reflex verzui, dar poate fi și verde-măsliniu, brun-măsliniu, chiar brun-negricios.
- Lamelele: sunt nu prea groase și destul de îndepărtate între ele, intercalate cu multe lameluțe de lungime diferită, atașate strâmt, aproape decurente la picior care devin în vârstă slab bombate, fiind învăluite la început de o cortină brun-verzuie, formată din fibre foarte fine ca păienjeniș, resturi ale vălului parțial. Coloritul inițial galben-verzui cu nuanțe măslinii, se decolorează apoi brun-măsliniu. Muchiile sterile, slab ondulate și fin crestate sunt gălbuie.
- Piciorul: cu o lungime de 4-8 cm și o grosime de 1,5-3 cm este solid, fibros longitudinal, clavat, spre bază puternic îngroșat în formă de măciucă, dar înrădăcinând fusiform, fiind plin, apoi spongios până gol pe dinăuntru. Suprafața de colorit galben-măsliniu până măsliniu-verzui, la bătrânețe brun-măsliniu, este decorată uneori cu un rest al vălului parțial sub forma unei perdele inelare ori cu mai multe benzi flocoase care o înconjoară ca o spirala sau în zigzag.
- Carnea: fermă, fibroasă și cărnoasă, palid galben-verzuie, odată pătrunsă de umezeală brun-măslinie, nu se decolorează după tăiere. Mirosul este neplăcut ca de ridiche mucegăită, iar gustul blând și dulcișor.[3][4]
- Caracteristici microscopice: are spori de culoarea lutului aproape globuloși, aspru-granuloși cu veruce de dimensiune variabilă care uneori sunt conectate sau se intersectează și câteva muchii în contur, măsurând 7,6-8,7 × 6,4-7,5 microni. Pulberea lor este brun-ruginie. Basidiile cu un conținut granulos galben-verzui sunt clavate cu 4 sterigme fiecare și o mărime de 28-30 x 6-7 microni. Pleurocistidele (elemente sterile situate în himenul de pe fețele lamelor) prezintă celule marginale clavate. Pileocistidele (elemente sterile de pe suprafața pălăriei) sunt formate dintr-un strat de hife de conținut omogen, cilindrice, paralele, destul de late, cu terminale fusiforme, un apex rotunjit-atenuat și o pigmentație galben-măslinie incrustantă cu granule fine. Cleme sunt la dispoziție.[10][11]
- Reacții chimice: carnea se decolorează cu hidroxid de potasiu de 20% verde-măsliniu și cuticula brun-roșiatic.[11]

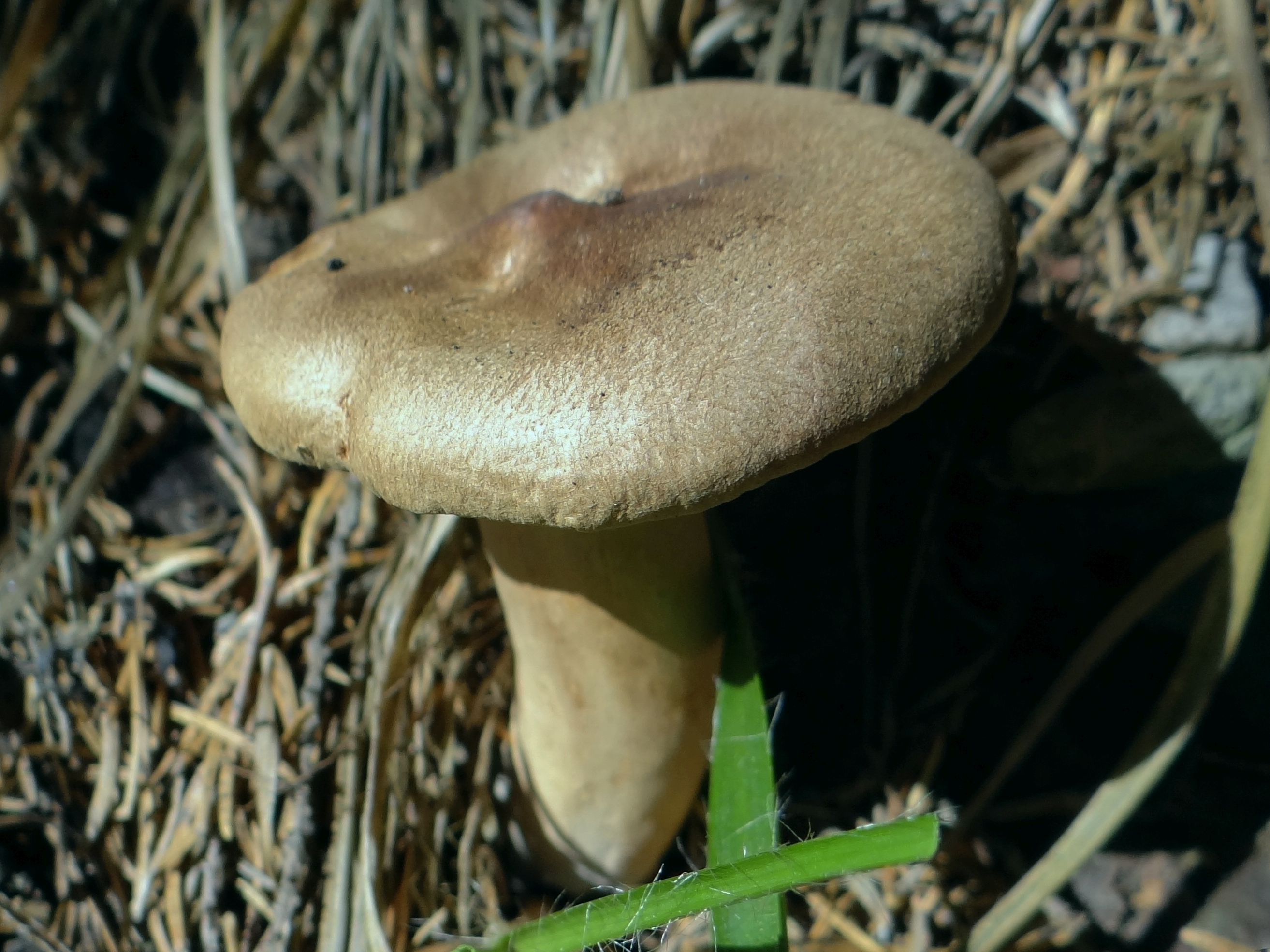
C. cotoneus, aspect lateral
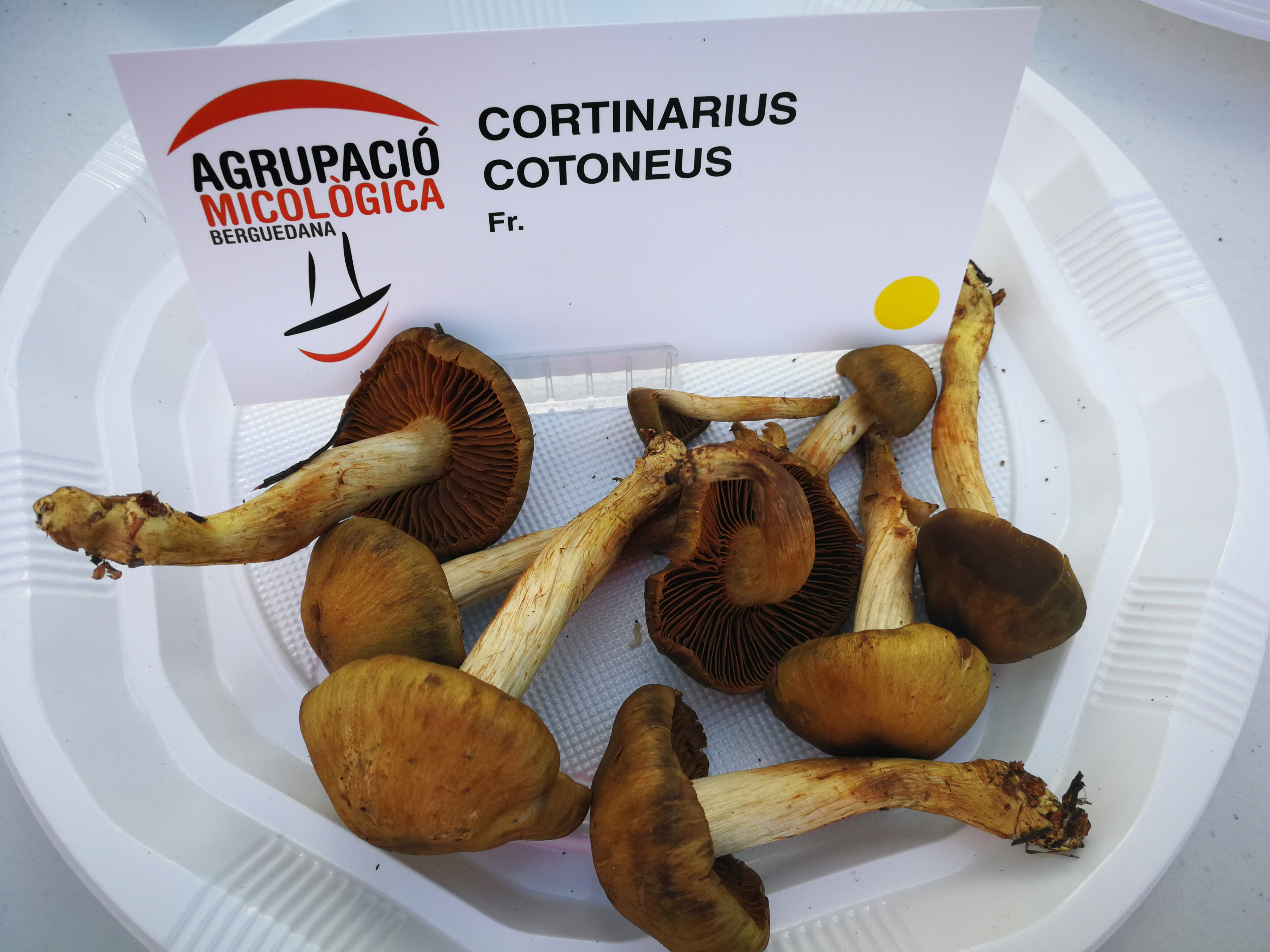
C. cotoneus, în diverse stadii de evoluție

## Confuzii
Specia poate fi confundată de exemplu cu: Cortinarius allutus (comestibil), Cortinarius armillatus (comestibil), Cortinarius balaustinus (comestibil), Cortinarius bivelus (necomestibil), Cortinarius bolaris (otrăvitor, se dezvoltă sub fagi și stejari), Cortinarius bovinus (necomestibil), Cortinarius callisteus (otrăvitor), Cortinarius caninus (comestibil), Cortinarius claricolor (comestibil), Cortinarius corrugatus (suspect), Cortinarius fluminoides (comestibil), Cortinarius hinnuleus (necomestibil), Cortinarius infractus (necomestibil, extrem de amar), Cortinarius laniger (necomestibil), Cortinarius limonius (posibil letal), Cortinarius melanotus (necomestibil), Cortinarius multiformis (comestibil, lamele inițial albicioase, apoi cenușii până la maroniu-roșcate și piciorul inițial albicios, apoi ocru deschis), Cortinarius psittacinus (suspect, Cortinarius orellanus (mortal), Cortinarius psittacinus (otravitor ) + imagini, Cortinarius rubellus (mortal), Cortinarius rubicundulus (otrăvitor), Cortinarius spilomeus, (necomestibil), Cortinarius talus (comestibil), Cortinarius triformis (necomestibil), Cortinarius turmalis (necomestibil), Cortinarius venetus (necomestibil, mai mic), sau Cortinarius vernus sin. Cortinarius erythrinus (necomestibil).

## Specii asemănătoare în imagini

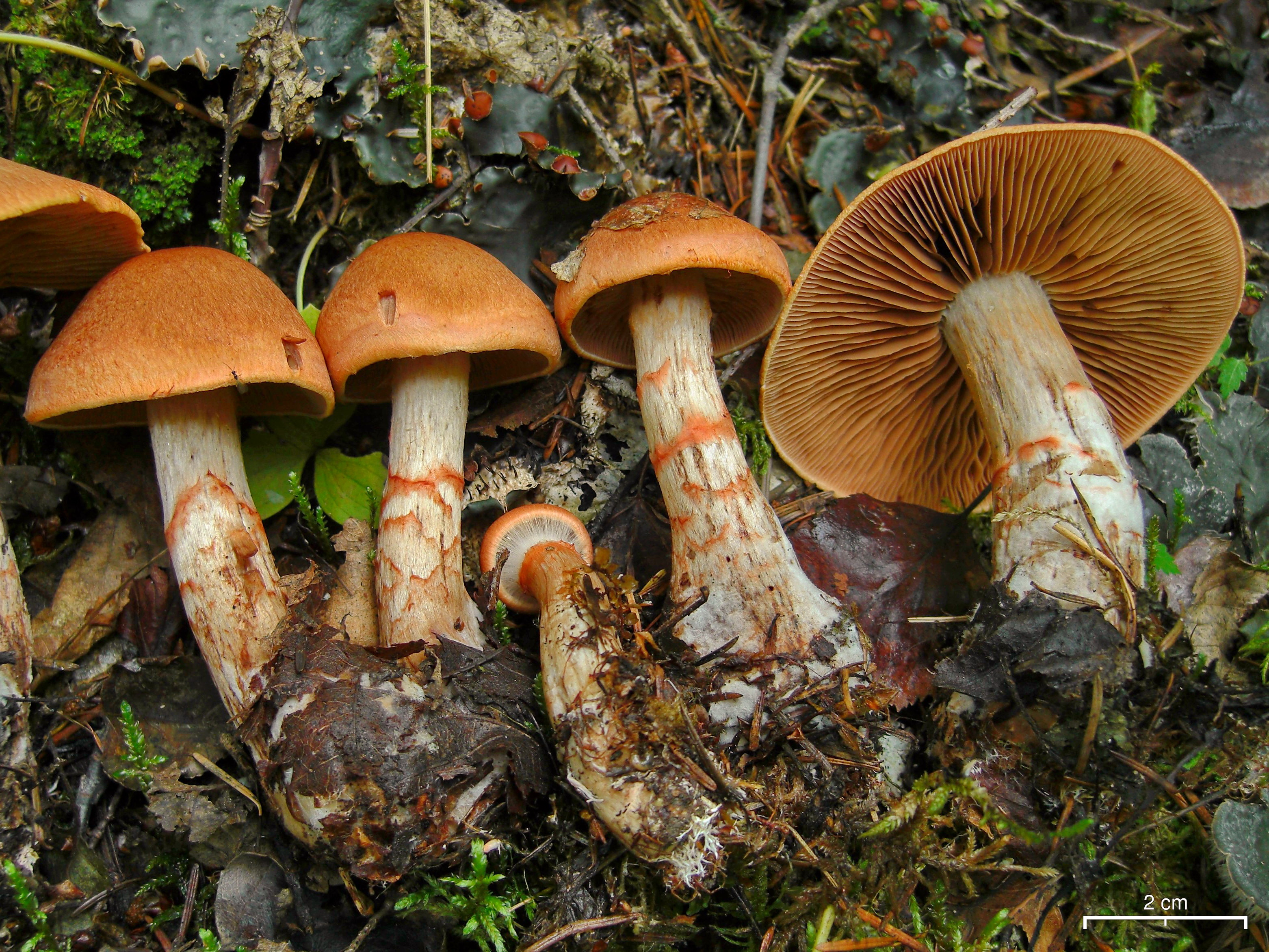
Cortinarius armillatus
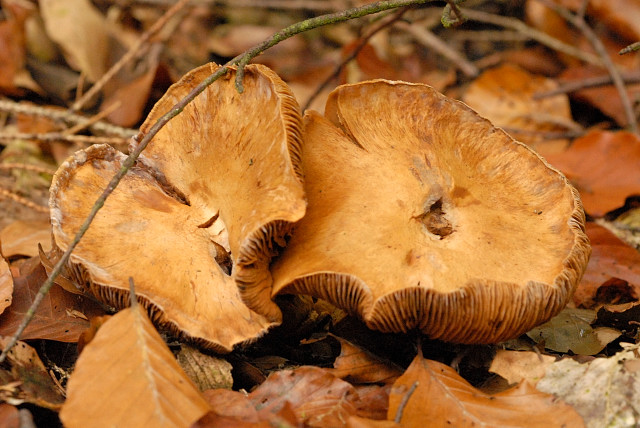
Cortinarius balaustinus
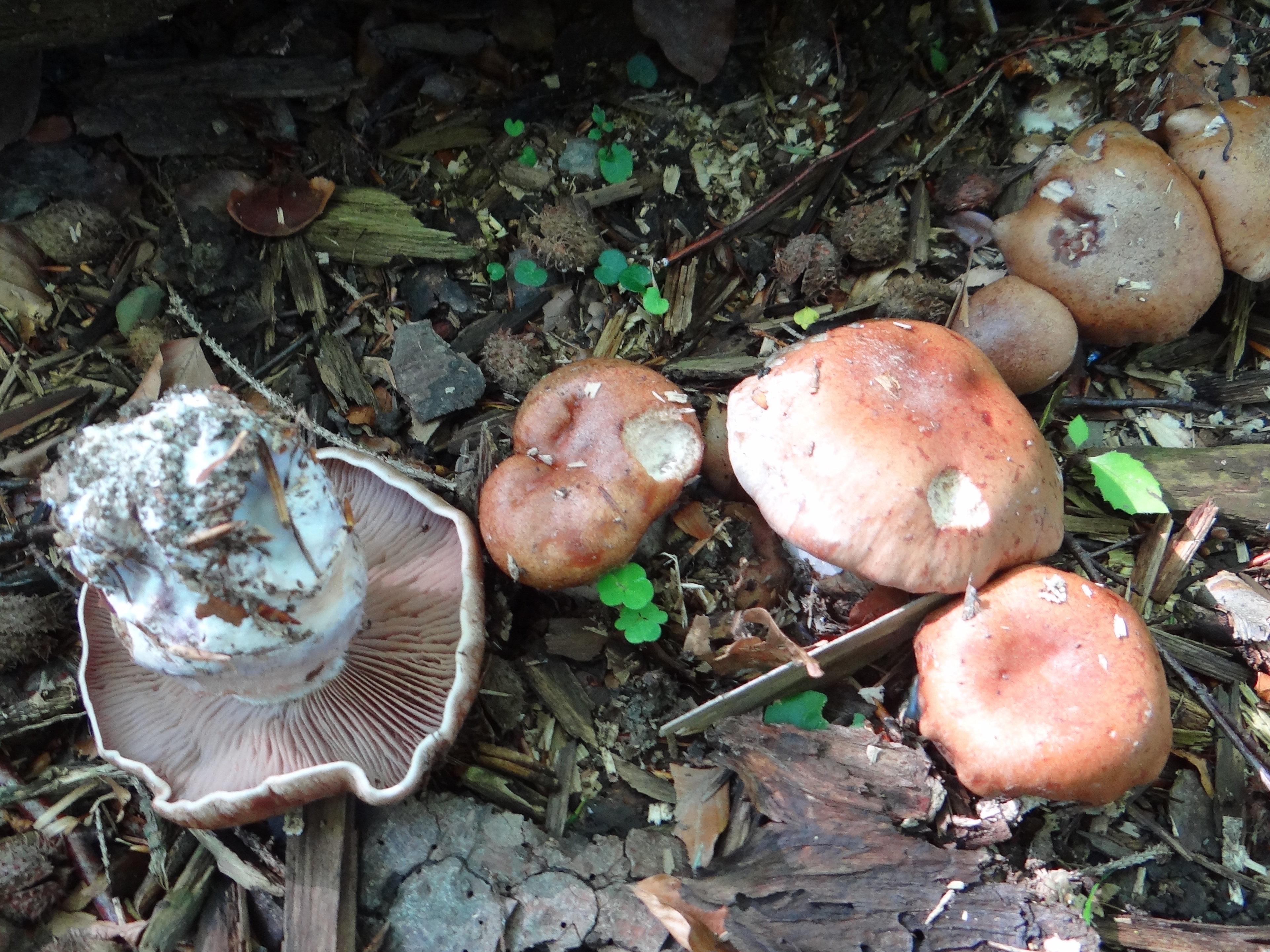
!Cortinarius bivelus !
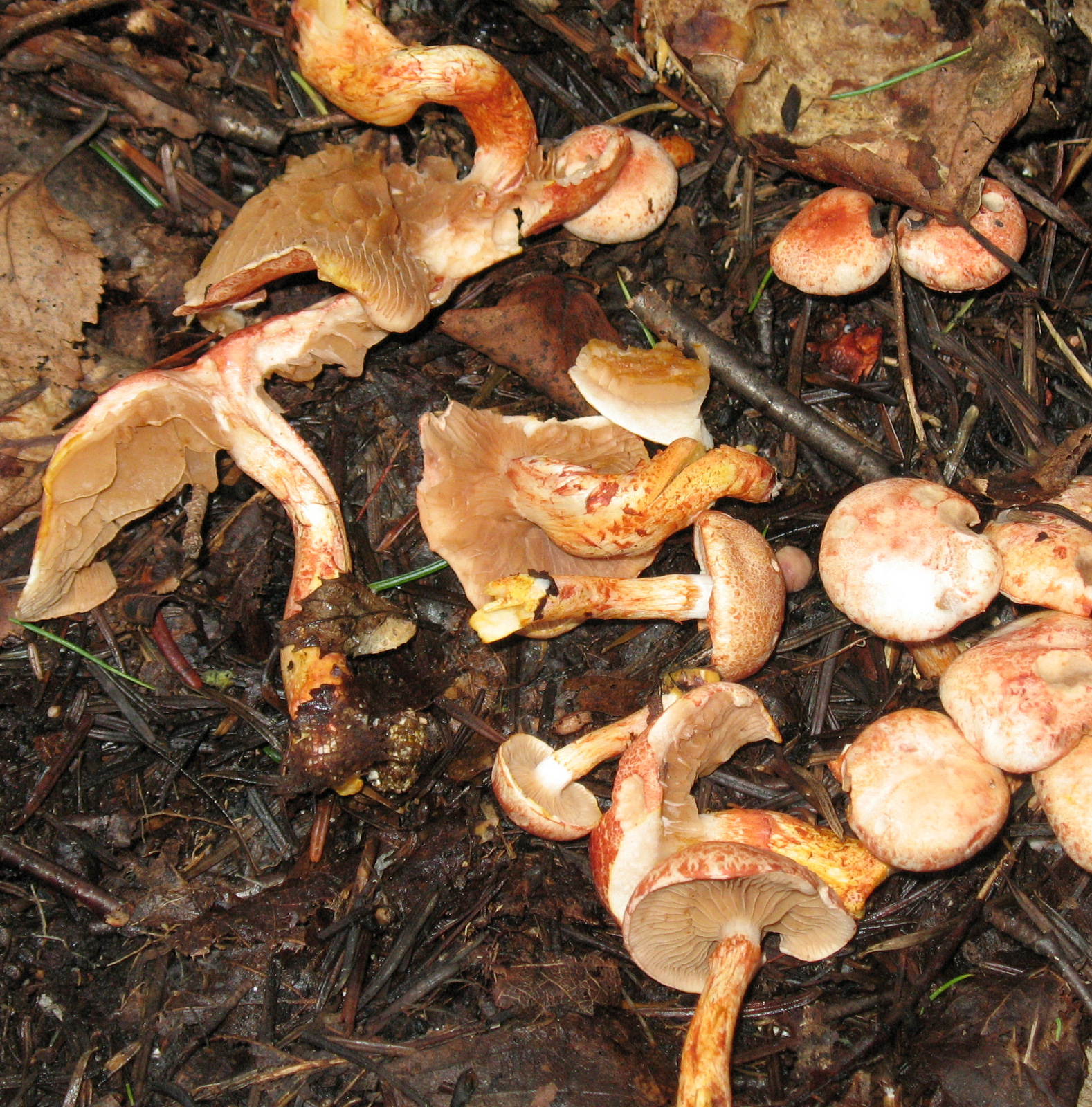
!!Cortinarius bolaris!!
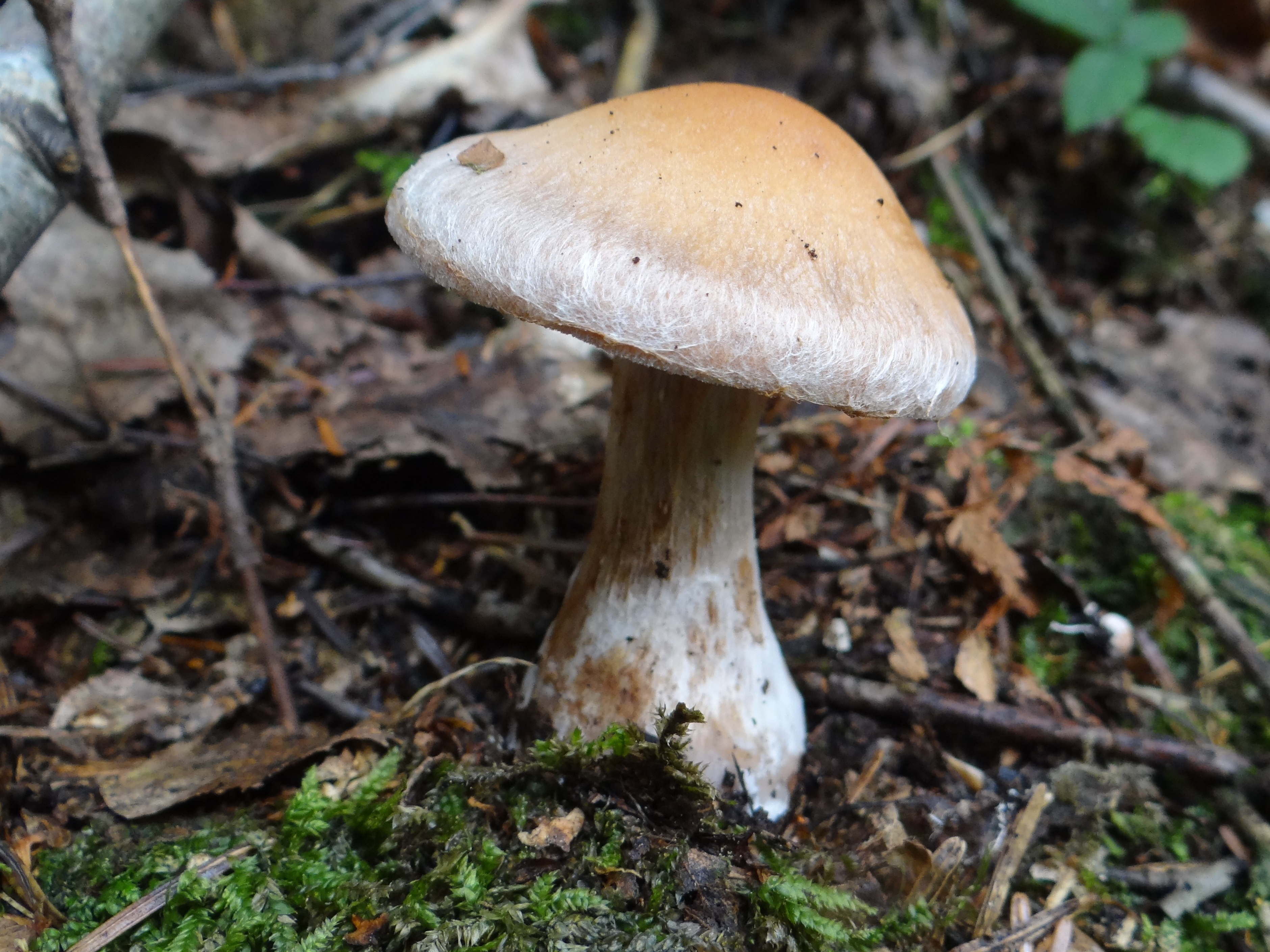
!Cortinarius bovinus!
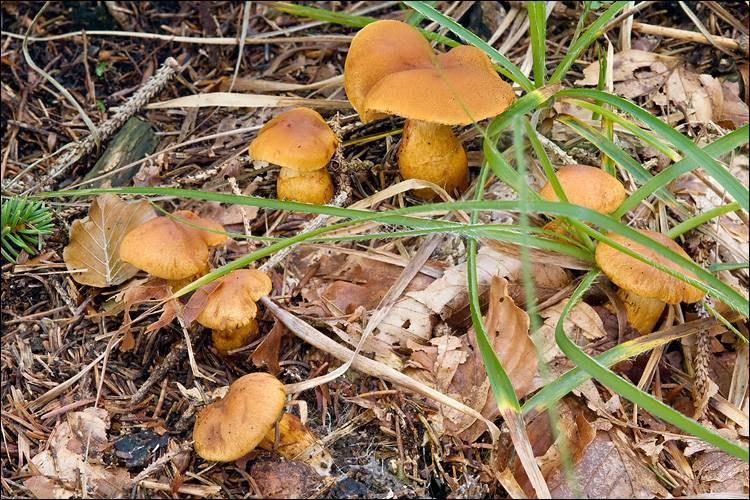
!!Cortinarius callisteus!!

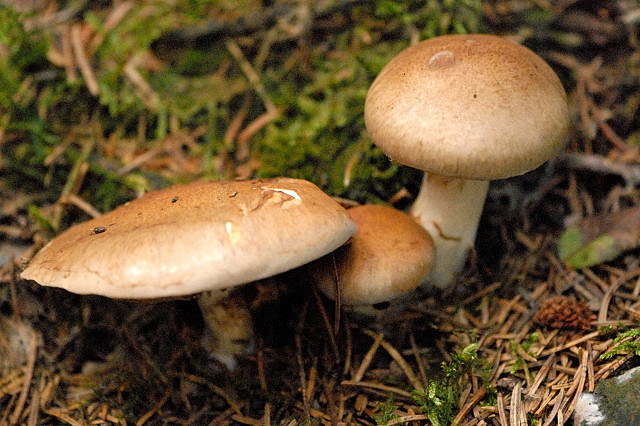
Cortinarius caninus
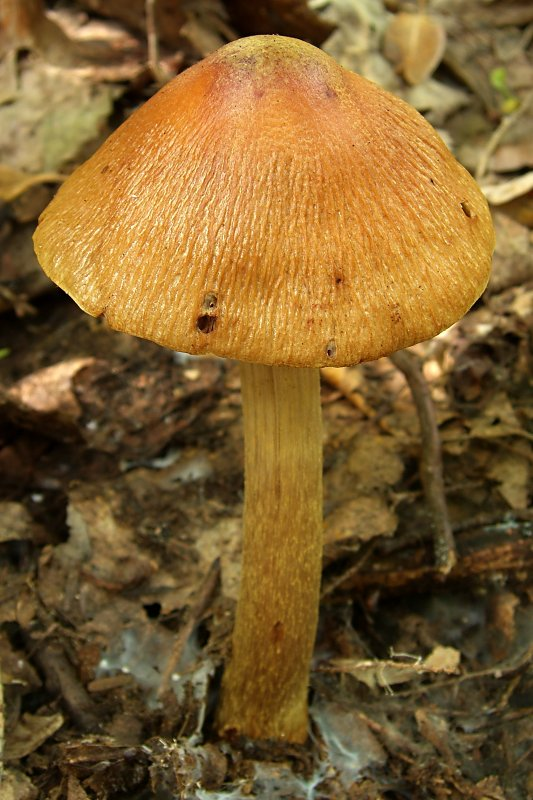
!!Cortinarius corrugatus!!
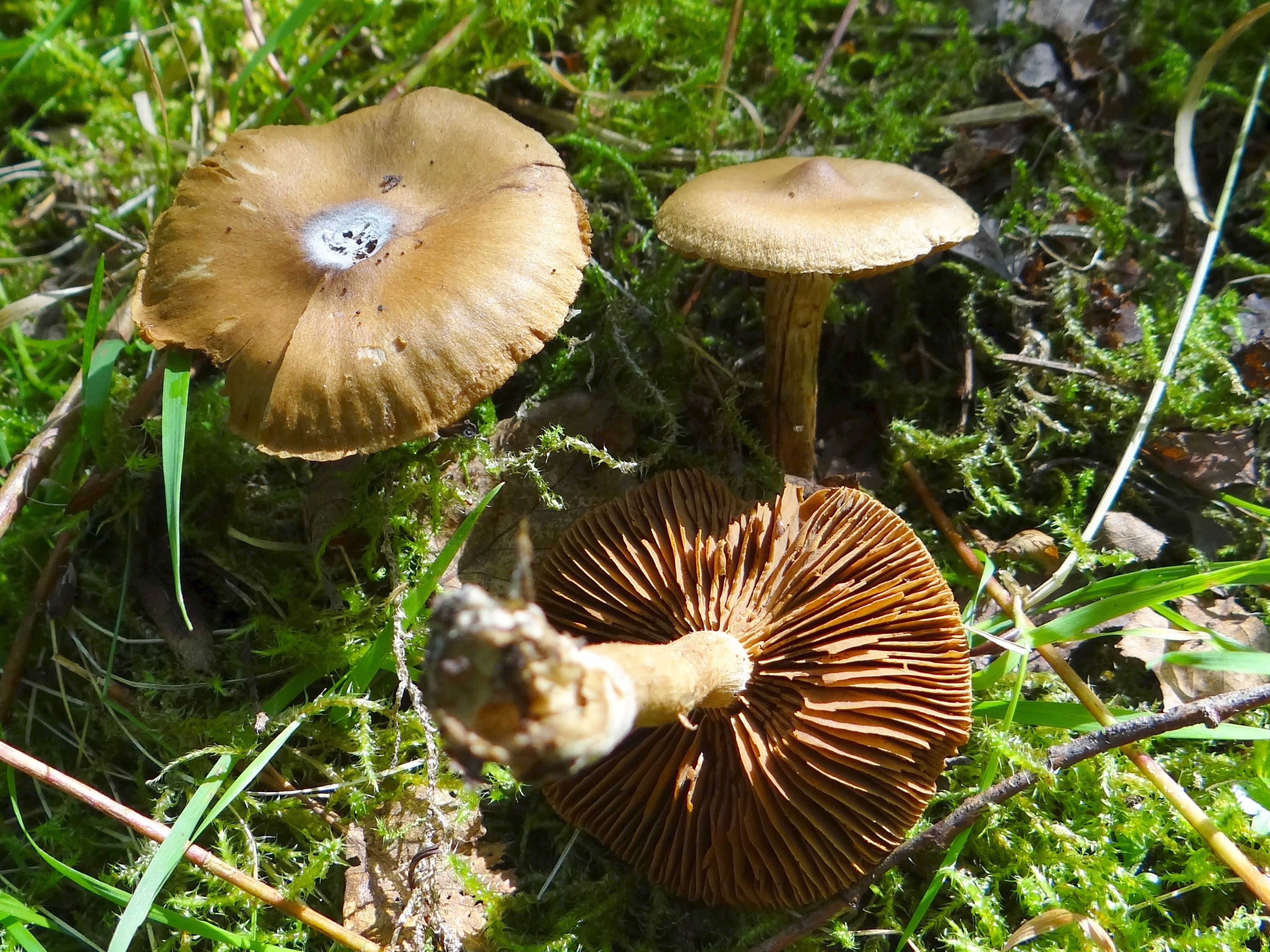
!Cortinarius hinnuleus!
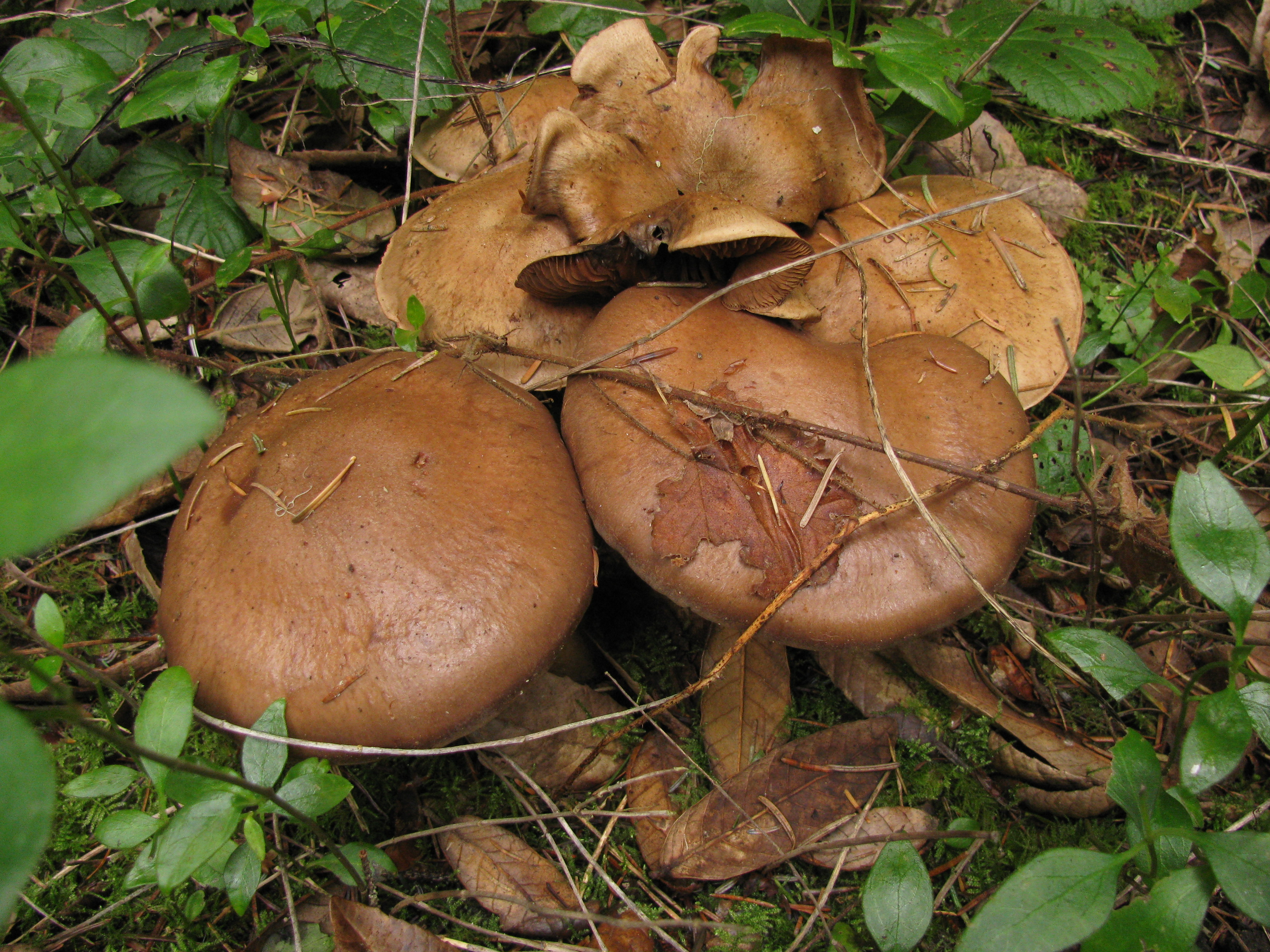
!Cortinarius infractus!
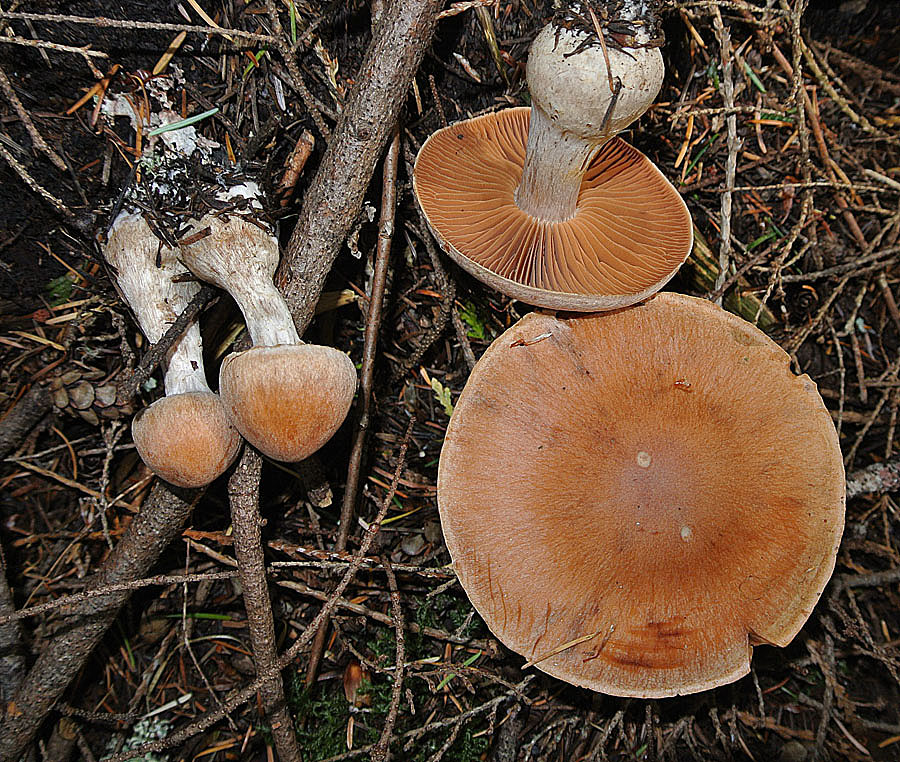
!Cortinarius laniger!
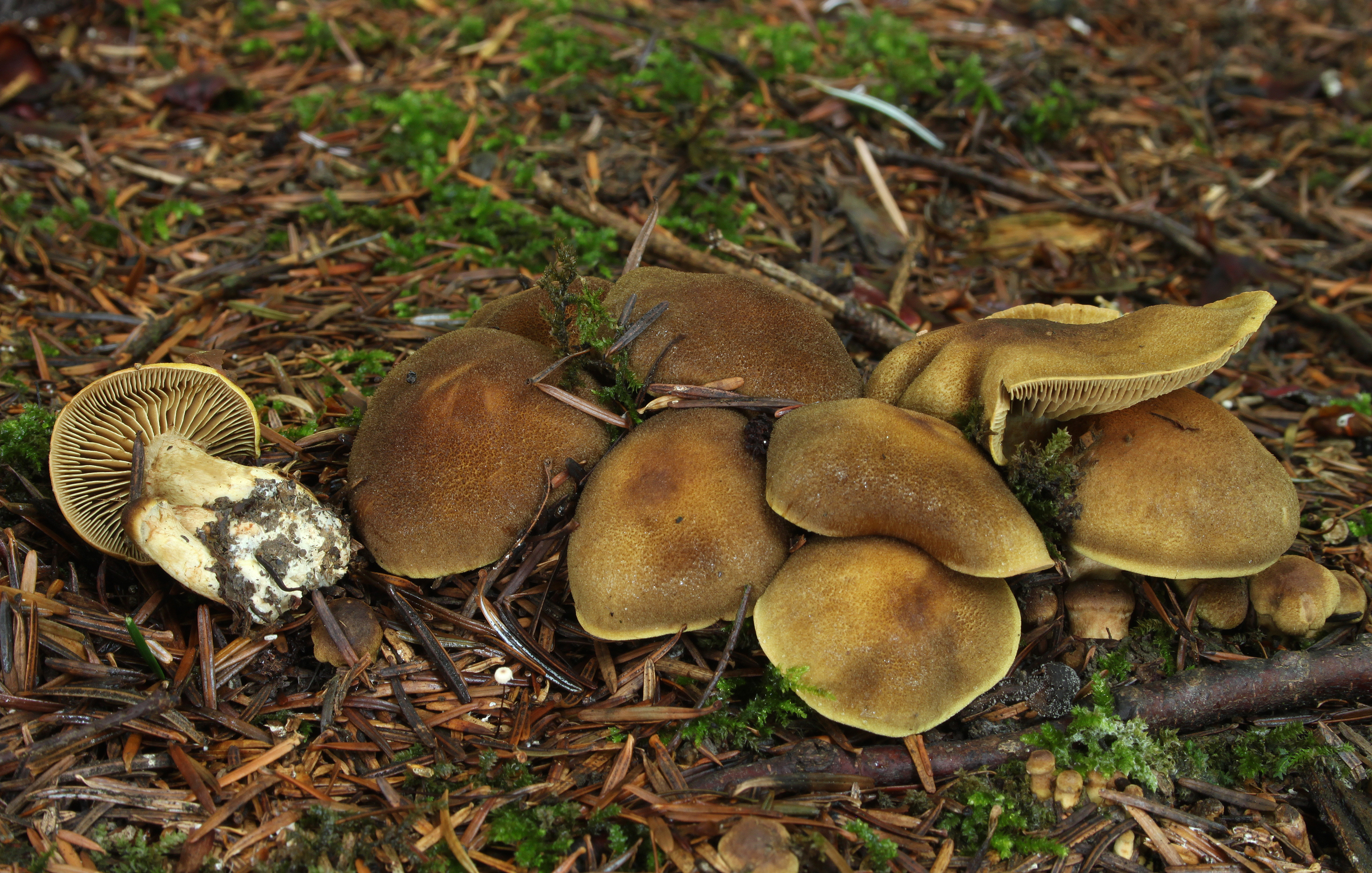
!Cortinarius melanotus!

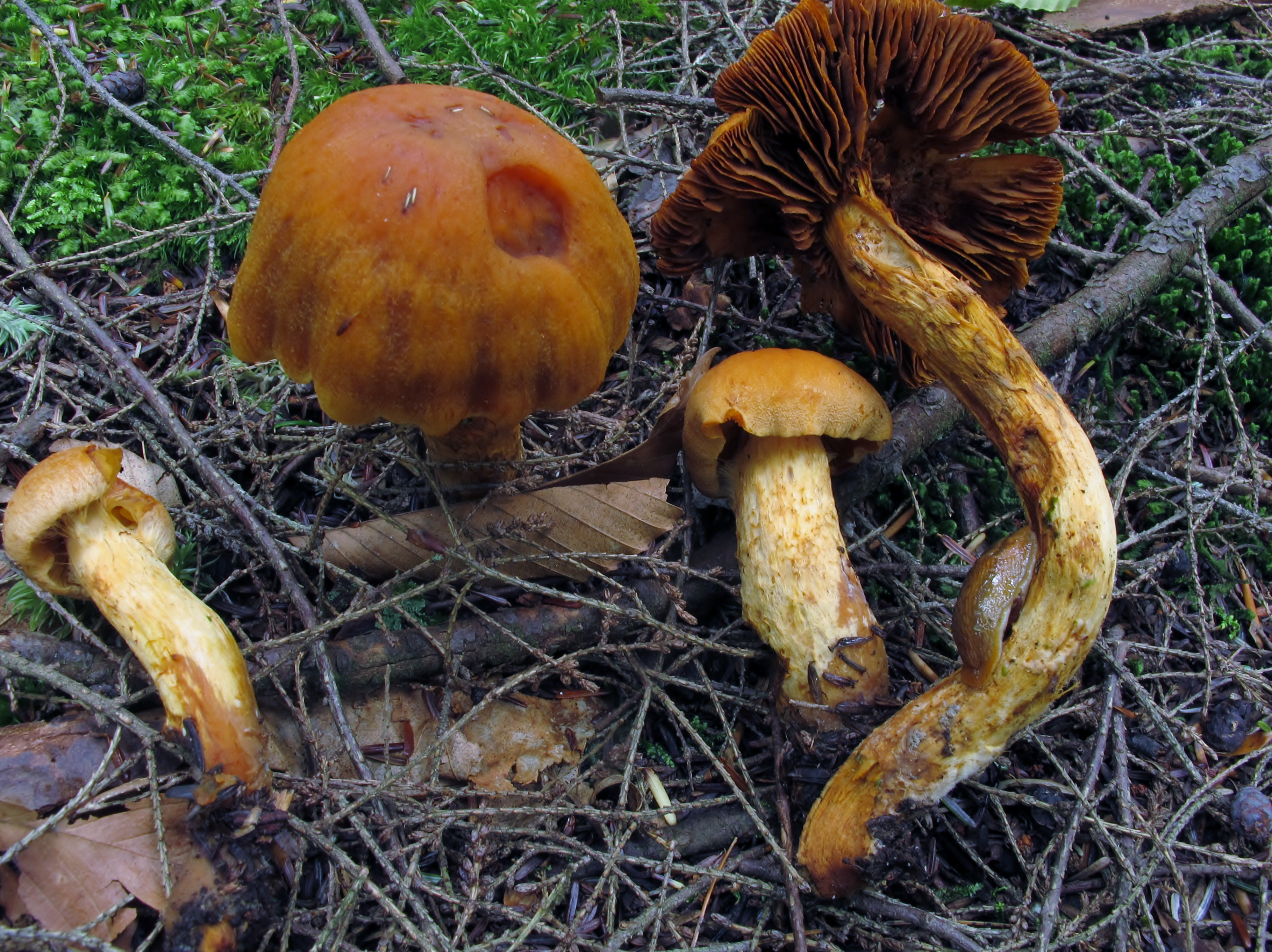
!!!Cortinarius limonius!!!
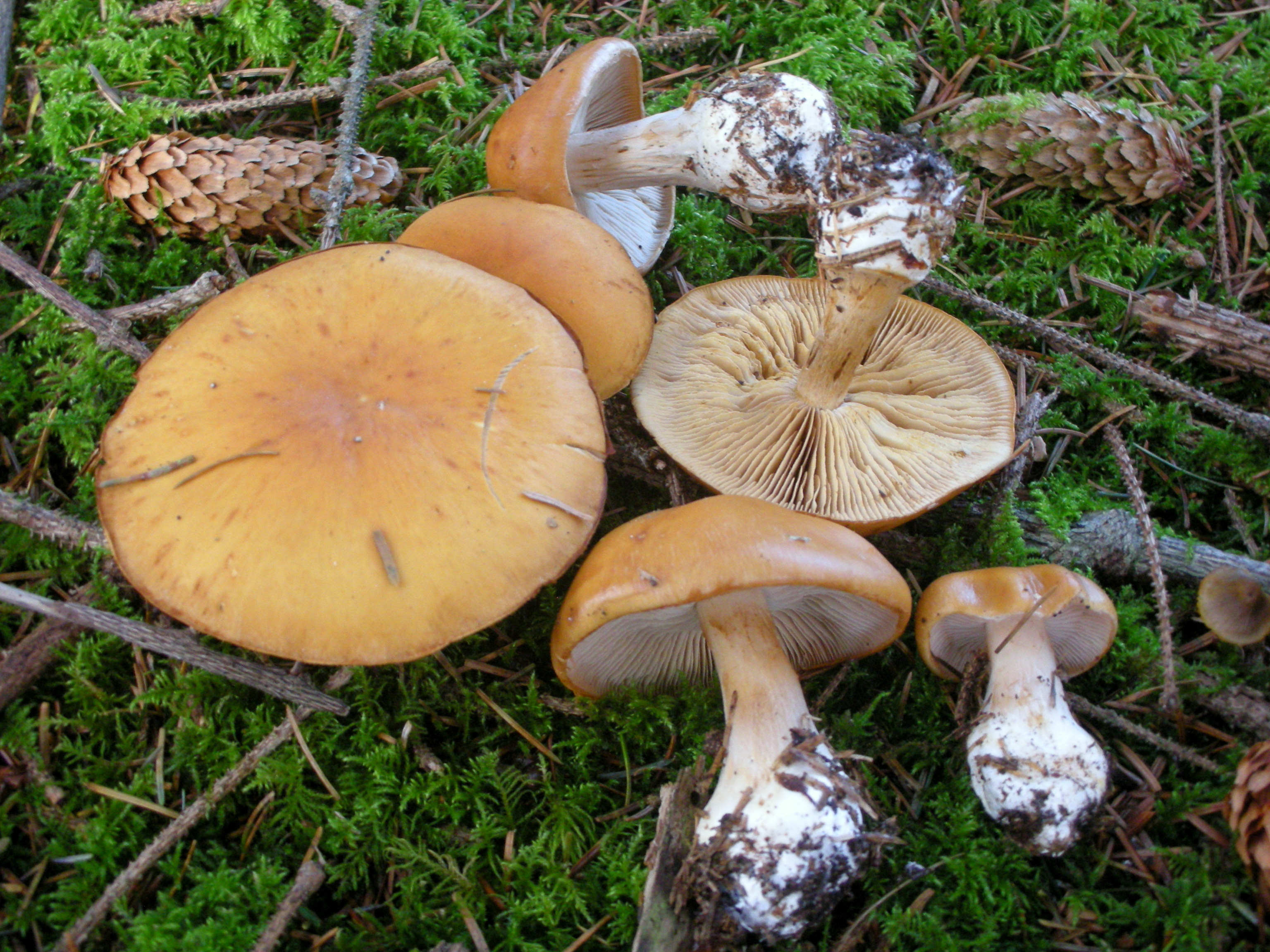
Cortinarius multiformis
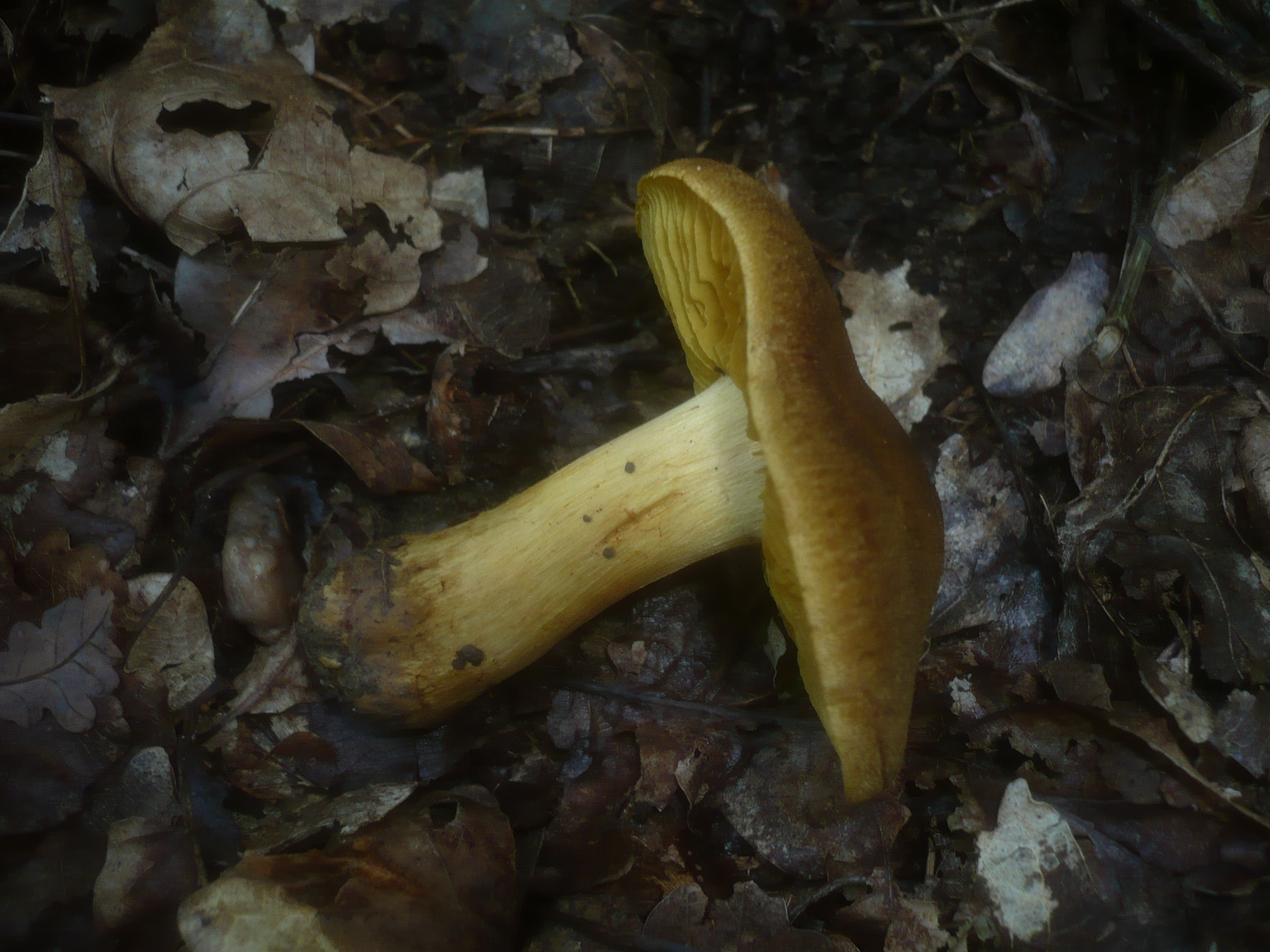
!!Cortinarius psittacinus!!
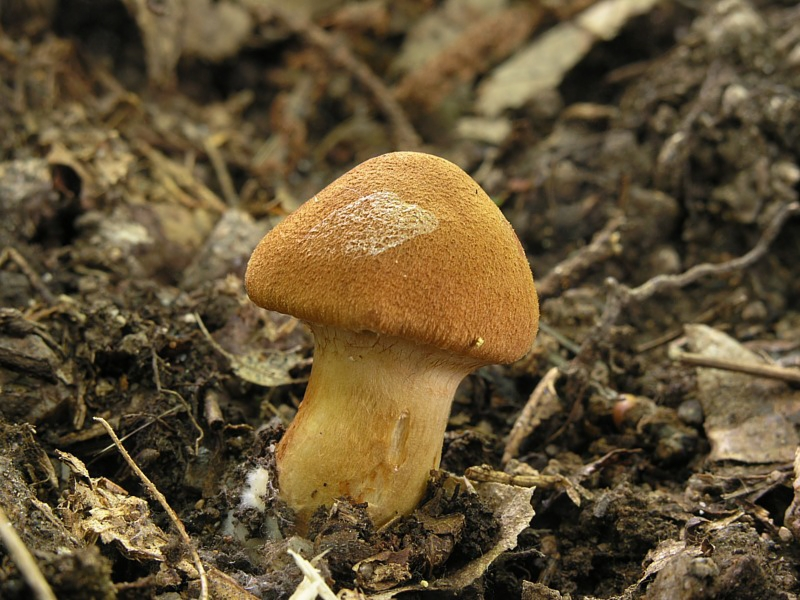
!!!Cortinarius orellanus!!!
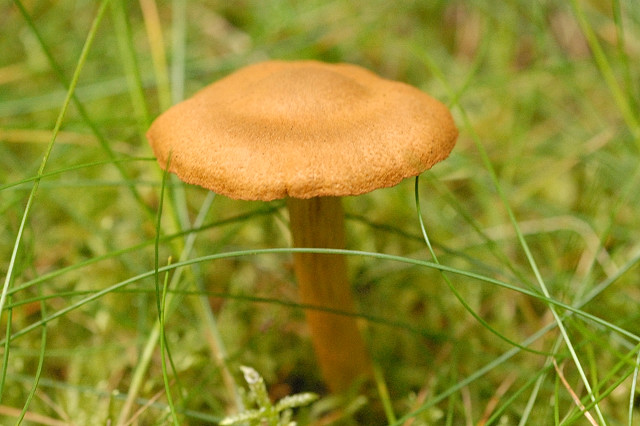
!!!Cortinarius rubellus!!!
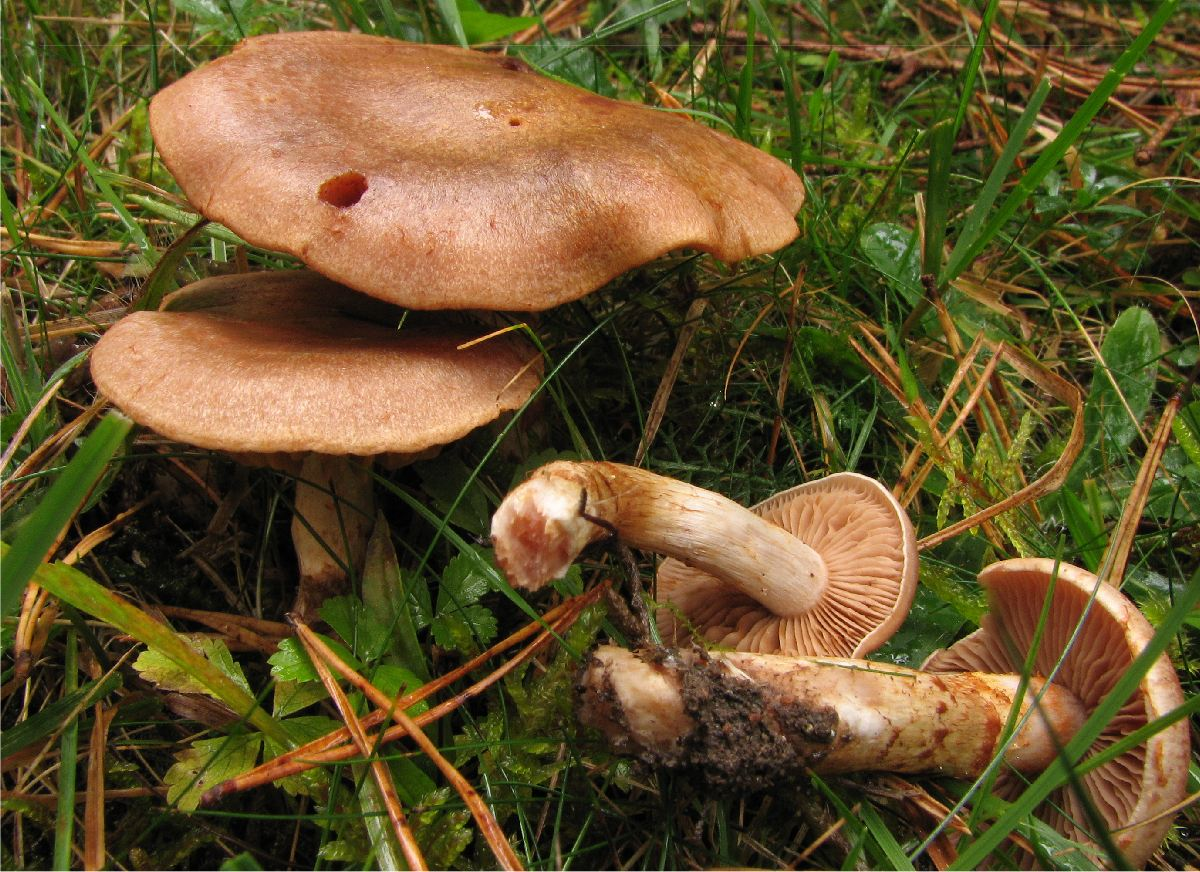
!Cortinarius spilomeus!

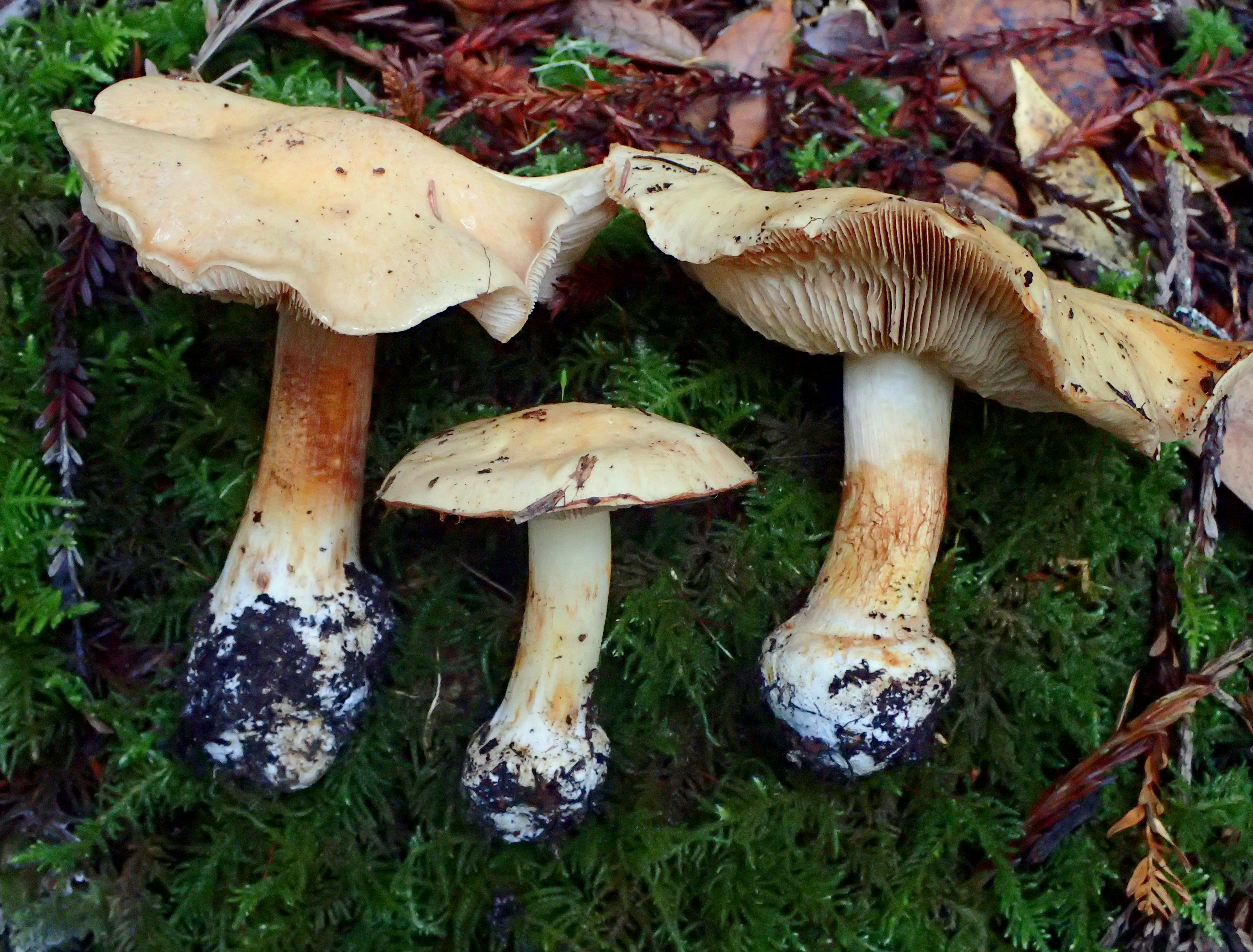
Cortinarius talus
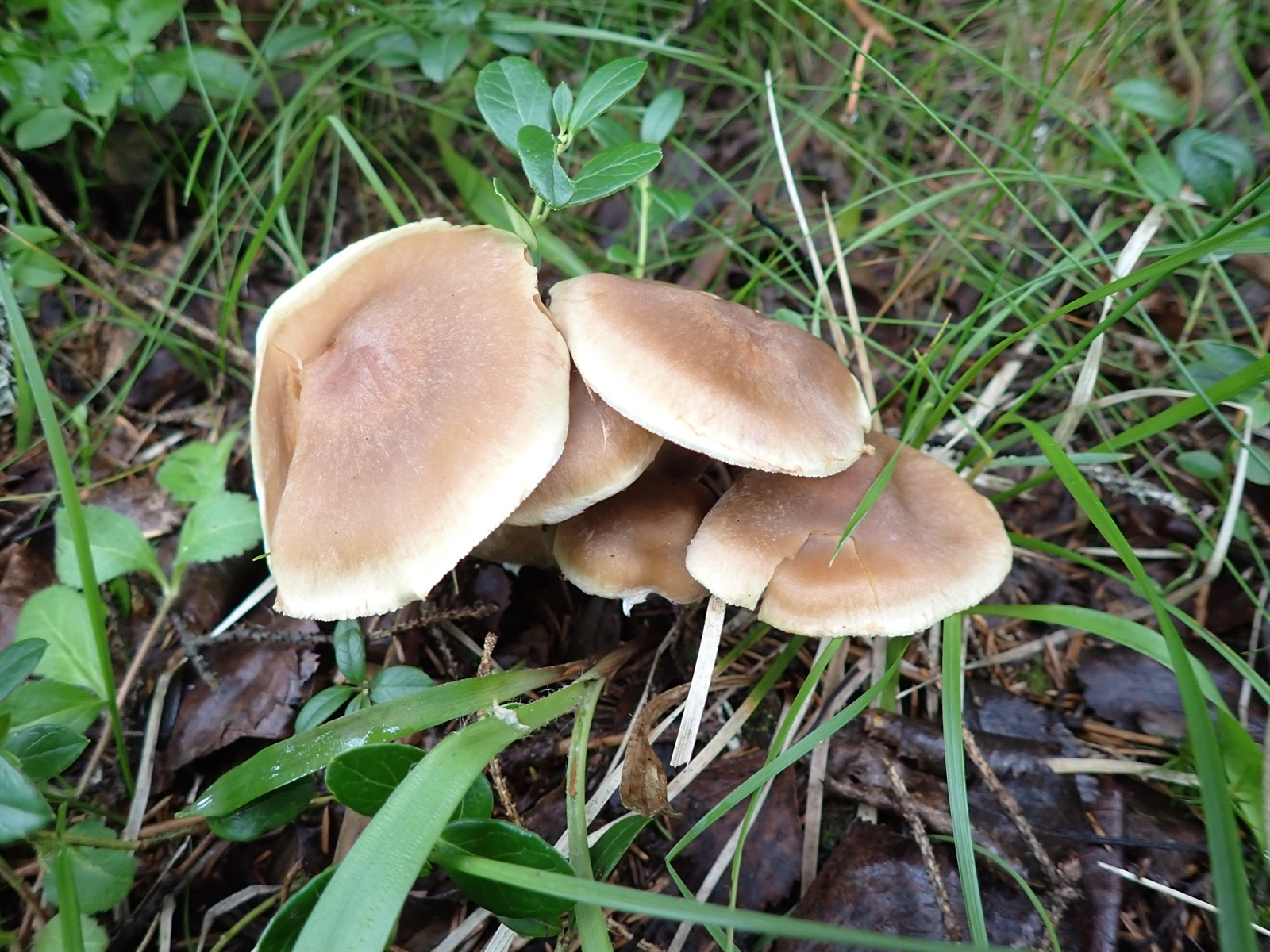
!Cortinarius triformis!
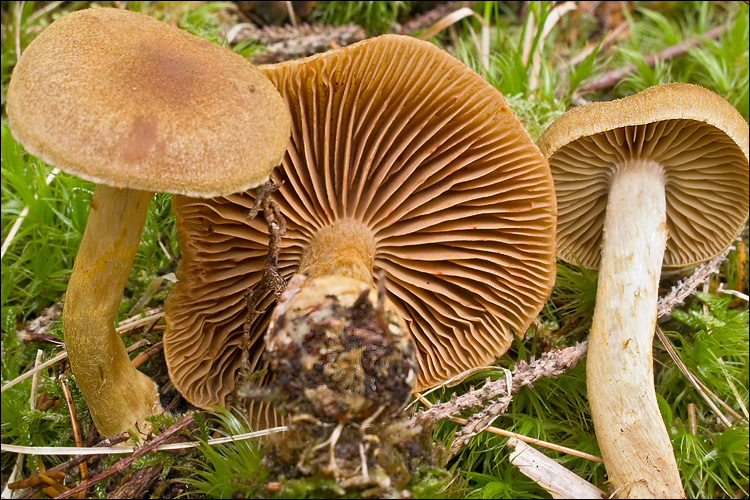
!!Cortinarius venetus var. montanus!!
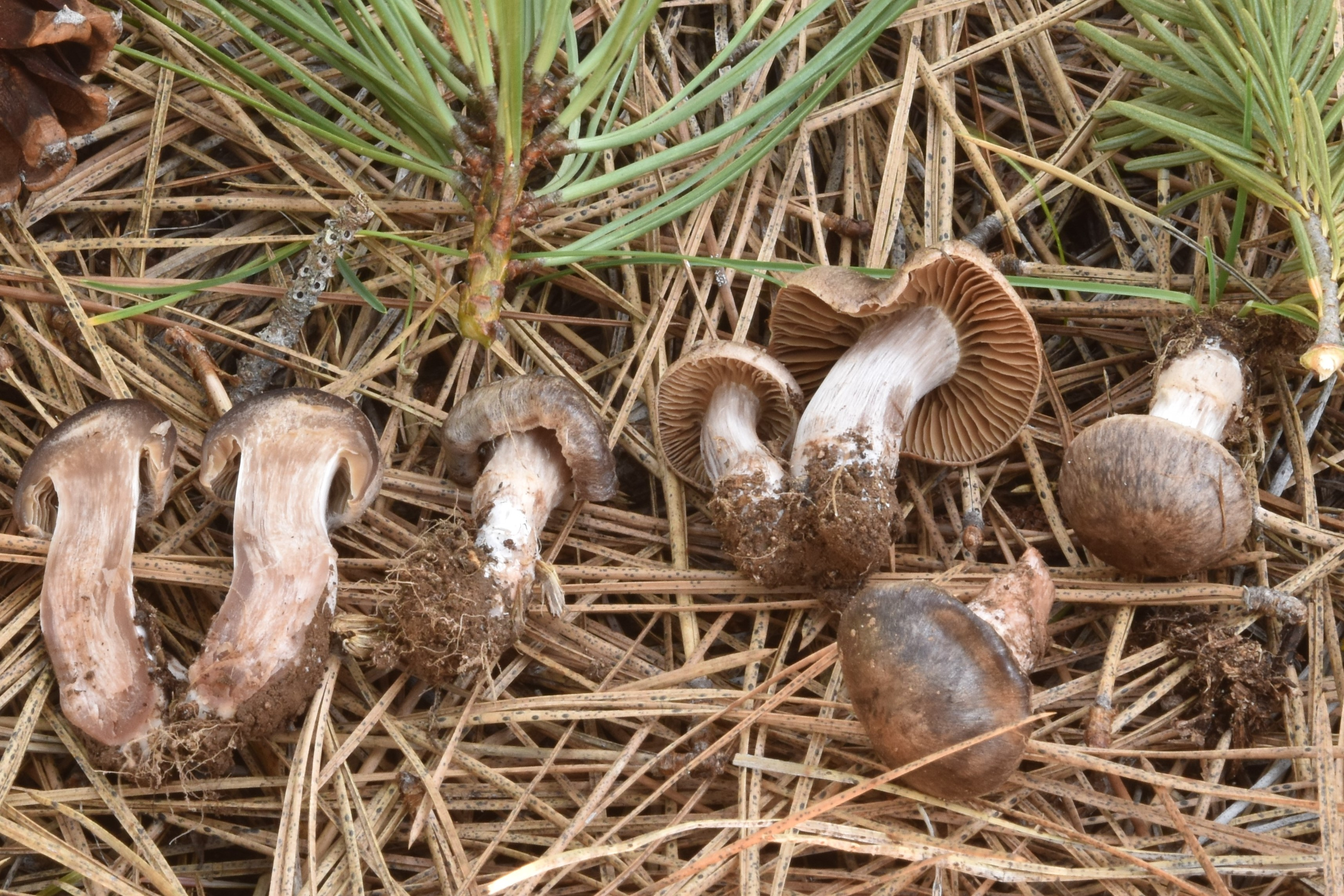
!Cortinarius vernus sin. Cortinarius erythrinus!
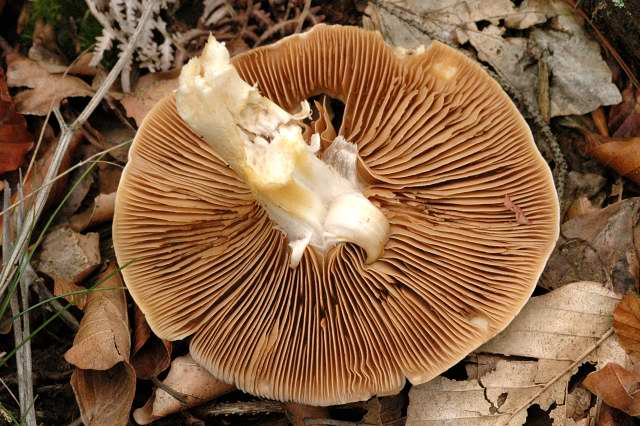
!!Cortinarius xantho-ochraceus!!

## Valorificare
Cortinarius cotoneus este otrăvitor, dar nu mortal. În plus poate fi confundat ușor cu specii letale ale subgenului ca de exemplu cu Cortinarius orellanus sau Cortinarius limonius. Mai trebuie menționat că ciuperca conține în pigmentație substanța fluorescentă numită leprocibină, o glucozidă responsabilă pentru fluorescența galben-verzuie a corpurilor fructifere sub raze ultraviolete.